# Frederick George Creed
Frederick George Creed (* 1871 in Mill Village, Queens County (Nova Scotia), Kanada; † 1957 in London) war ein kanadischer Erfinder von Telekommunikationsgeräten und war einer der ersten Entwickler von Small Waterplane Area Twin Hulls (SWATH). Das CCGC Frederick G Creed des Kanadischen hydrografischen Instituts ist ihm zu Ehren benannt. 
1878 zog er von Mill Village nach Canso in der kanadischen Provinz Nova Scotia und wurde dort 1885 Angestellter der Western Union Telegraph Company. 1895 erfand er ein System zum schnellen Übertragen von Morsezeichen.
Nachdem er nach Großbritannien gezogen war, gründete er 1912 die Creed, Bille & Company Limited, welche später in Creed and Company Limited (kurz: Creed & Co. Ltd.) umbenannt wurde.
1938 stellt er seine Idee des SWATH der britischen Marine vor. Später stellte er es auch der US-Navy vor, allerdings waren sie nicht interessiert. 1946 wurde ihm für seine Erfindung ein britisches Patent zuerkannt.